# Olivia Jaimes
Olivia Jaimes est le nom de plume d’une autrice de bande dessinée américaine. Elle est essentiellement reconnue pour sa reprise remarquée du comic strip Nancy depuis 2018.

## Biographie

### AvantNancy
Autrice de webcomics pendant une dizaine d’années sous un autre nom, elle est remarquée par l’éditrice Shena Wolf de Andrews McMeel Syndication qui est à la recherche de quelqu’un pour reprendre Nancy,,. Olivia Jaimes est un nom de plume et elle préfère garder son identité secrète,.

### Nancy
Après des essais concluants, Olivia Jaimes est engagée par Andrews McMeel Syndication en 2018 pour la reprise de Nancy,, une série commencée quelques 80 ans plus tôt et mettant en scène un personnage créé par Ernie Bushmiller, ce après le départ de Guy Gilchrist qui maintenait le strip entre 1995 et 2018. Il s’agit d’un travail de six bandes et d’une planche par semaine. Le premier strip d’Olivia Jaimes est publié le 9 avril 2018. Elle prend un congé sabbatique pendant l’été 2024, pendant lequel elle est remplacée sur la série par d’autres cartoonistes.
Son dessin et son humour se rapprochent davantage de l’original minimaliste de Ernie Bushmiller que du travail de son prédécesseur,,. Elle modernise cependant grandement la série, en introduisant des technologies, expressions et préoccupations contemporaines ainsi qu’une plus grande diversité de personnages,,,,,. Les conversations se font plus philosophiques et elle utilise beaucoup d’humour méta, d’ironie, et de ruptures du quatrième mur,,,.
Sa reprise est remarquée et louée par les critiques (voir « Reconnaissance » ci-dessous) et les visites du strip sur GoComics ont quintuplé,. Le livre The New Nancy du professeur Jeff Karnicky, publié par l’université du Nebraska en 2023, est dédié à la reprise de Nancy d’Olivia Jaimes. 
En 2024, lors de l’évènement Nancy Fest, Olivia Jaimes annonce prendre un congé sabbatique. Plusieurs cartoonistes prennent alors la relève, pendant l’été 2024, entre juin et septembre : Leigh Luna, Shaenon K. Garrity, Caroline Cash et Megan McKay.
Quelques recueils partiels de ses strips paraissent chez  Andrews McMeel (Nancy: A Comic Collection en 2019, Nancy Wins at Friendship en 2023), ainsi qu’un album illustré (Nancy's Genius Plan en 2019).

### Autres travaux
En 2019, elle illustre une couverture pour le numéro 45 de The Wicked + The Divine. En 2021, elle dessine un strip de Heart of the City à la place de Christina Stewart (alias Steenz), à l’occasion du premier avril.
En 2022, elle entame sa nouvelle série de littérature jeunesse, The Very Genius Notebooks, avec un premier tome, The Chronicles of Deltovia, un roman illustré à propos de trois collégiennes qui inventent leur propre histoire de fantasy. Un deuxième tome, The Epsilon Escape, parait en 2024[réf. souhaitée].

## Œuvre

### Strips
- Nancy  (avril 2018 – aujourd’hui)

### Livres
Nancy
- Nancy: A Comic Collection (recueil), 2019, Andrews McMeel Publishing, 144 pages,  (ISBN 9781524853259)
- Nancy's Genius Plan (album illustré), 2019, Andrews McMeel Publishing, 14 pages,  (ISBN 9781524851804)
- Nancy Wins at Friendship (recueil), 2023, Andrews McMeel Publishing, 176 pages  (ISBN 9781524880927)

The Very Genius Notebooks
- The Chronicles of Deltovia (roman illustré), 2022, Andrews McMeel Publishing, 224 pages,  (ISBN 9781524871567)
- The Epsilon Escape (roman illustré), 2024, Andrews McMeel Publishing, 224 pages,  (ISBN 9781524884963)

## Reconnaissance
- Comics Beat, Comics Industry Newcomer of the Year 2018[20]
- TechCrunch, Favorite Things of 2018[21]
- The Ringer, Best Comic Strip of 2018[22]
- The Hollywood Reporter, Best Comics of 2018[23]
- The A.V. Club, Best Comics of 2018[24]
- Paste, Best Comic Books of 2018 (Honorable Mention)[25]
- Ringo Awards 2019, Best Comic Strip or Panel[26]
- Golden Issue Award 2019, Best Cartoonist and Best Original Volume[27]

## Ressources
- (en) Jeff Karnicky, The New Nancy : Flexible and Relatable Daily Comics in the Twenty-First Century, The University of Nebraska Press, septembre 2023, 208 p. (ISBN 978-1-4962-3586-2, lire en ligne )